# Vilma Egresi
Vilma Egresi (Budapeste, 7 de maio de 1936 – Budapeste, 7 de janeiro de 1979) foi uma canoísta de velocidade húngara na modalidade de canoagem.

## Carreira
Foi vencedora da medalha de bronze em K-2 500 m em Roma 1960, junto com a sua colega de equipa Klára Bánfalvi-Fried.